# 卡尔·奥古斯特 (萨克森-魏玛-艾森纳赫)
卡尔·奥古斯特（Karl August，1757年9月3日—1828年6月14日），德意志邦国萨克森-魏玛-艾森纳赫的统治者，1758年至1815年为萨克森-魏玛-艾森纳赫公爵，1815年至1828年为大公。

## 生平

### 早年生活
卡尔·奥古斯特是萨克森-魏玛-艾森纳赫公爵恩斯特·奥古斯特二世与妻子安娜·艾瑪莉亞的长子，1757年9月3日生于公国首府魏玛。次年5月，年仅9个多月的卡尔·奥古斯特失去了父亲，继位成为萨克森-魏玛-艾森纳赫公爵。他的母亲安娜·阿玛莉亚担任摄政，安娜·阿玛莉亚是一个智慧、开明且热爱艺术的女性。她选择了德国诗人和作家、埃尔福特大学教授克里斯多夫·马丁·维兰德作为儿子的家庭教师。
1774年8月，在格尔茨伯爵和弟弟的家庭教师卡尔·路德维希·冯·克奈贝尔的监护下，卡尔·奥古斯特与弟弟弗里德里希·斐迪南·康斯坦丁访问了法国。在返回途中造访了达姆施塔特宫廷，在这里认识了未来的妻子黑森-達姆施塔特的路易絲。随后在法兰克福，卡尔·奥古斯特在克奈贝尔的介绍下结识了年轻的诗人约翰·沃尔夫冈·歌德，标志了一个伟大友谊的开始。

### 早期统治
1775年，卡尔·奥古斯特成年并亲政，他于同年10月3日在卡尔斯鲁厄与黑森-达姆施塔特的路易丝结婚。
同年11月，应卡尔·奥古斯特公爵的邀请，歌德从法兰克福来到魏玛。两人成为了挚友，歌德在卡尔·奥古斯特的政府中就职并得到卡尔·奥古斯特的保护与资助。歌德于1782年被封为帝国贵族。
卡尔·奥古斯特嗜酒如命，热爱运动。他的宫廷狂欢总以骑马狂奔为开始，以星夜下的篝火晚会为结束。他的宫廷培育了魏玛枪猎犬用于打猎。另外，卡尔·奥古斯特对文学、艺术、科学有着浓厚的兴趣。他还是解剖学的专业人士。当然，他也没有忽略对他的国家的治理。
卡尔·奥古斯特于1782年2月5日加入共济会阿玛莉娅分会，一年后，又以“埃斯库罗斯”的绰号加入光照派并成为董事。
卡尔·奥古斯特奉行开明专制，对国家进行了一系列的改革。他认识到，君主的神圣权利应该受到严格限制。他着手对教育体制进行改革。改革由1776年被卡尔·奥古斯特邀请至魏玛的诗人和文学批评家约翰·戈特弗里德·赫德尔执行。在这位啟蒙時代的伟大君主的治理下，魏玛成为了“德国精神的故乡”。
卡尔·奥古斯特统治的公国在奥地利和普鲁士两个强大邦国的夹缝中生存。1785年，萨克森-魏玛加入了以普鲁士为首的，抵御奥地利的“德意志诸侯联盟”。1786年，卡尔·奥古斯特成为普鲁士军队的一名指挥官，次年升为少将。1787年，由于匈牙利对皇帝约瑟夫二世新政的不满，普鲁士国王腓特烈二世准备将匈牙利王位交给卡尔·奥古斯特，被卡尔·奥古斯特明智的拒绝了，因为他不想成为第二个“冬王”。

### 拿破仑战争时期
1787年9月，卡尔·奥古斯特作为普鲁士军官参加了普鲁士入侵荷兰的战争。1792年6月至1793年12月，他参加了法国大革命战争，与歌德一起出现在瓦尔米、美因茨、凯泽斯劳滕等战役的战场上。1794年升为普鲁士中将，并在阿舍斯莱本的第六重甲骑兵团任团长。
由于与普鲁士当权者意见相左，卡尔·奥古斯特辞去了普鲁士军队的职务。1797年，卡尔·奥古斯特的表弟和好友腓特烈·威廉三世继任普鲁士国王，他重新加入普鲁士军队。在与拿破仑的战争中，卡尔·奥古斯特一直作为普鲁士军官作战。
1804年，由于公爵世子卡尔·弗里德里希与俄罗斯沙皇亚历山大一世的妹妹瑪麗亞·巴甫洛夫娜女大公的婚姻，卡尔·奥古斯特得到了俄罗斯的赞助。
奥斯特里茨战役后的1806年，神圣罗马帝国瓦解，拿破仑建立了依附于法国的莱茵联邦。7月25日，普鲁士与俄罗斯签订条约，第四次反法同盟形成。在1806年10月的耶拿-奥厄施塔特战役中，普鲁士军队由于武器落后、战术保守、动作迟缓，几乎全军覆没。魏玛于10月15日被法军占领。为了保全萨克森-魏玛-艾森纳赫的领土不被并入法国，12月15日，萨克森-魏玛-艾森纳赫加入莱茵联邦。这时的卡尔·奥古斯特落入了一个自相矛盾的状况：他既是拿破仑的附庸国萨克森-魏玛-艾森纳赫的君主，又是拿破仑的死敌普鲁士王国的将军。
萨克森-魏玛-艾森纳赫加入莱茵联邦后，被迫派兵加入法国的侵俄战争。侵俄战争失败后，萨克森-魏玛-埃森纳赫加入第六次反法同盟，1814年，卡尔·奥古斯特带领了一支3万人的军队在荷兰境内作战。
1814年至15年的维也纳会议上，由于有着亲家俄罗斯沙皇的支持，以及卡尔·奥古斯特在反法战争中的功绩，萨克森-魏玛-埃森纳赫扩大了领土，并升为大公国。卡尔·奥古斯特成为第一任大公。

### 晚年

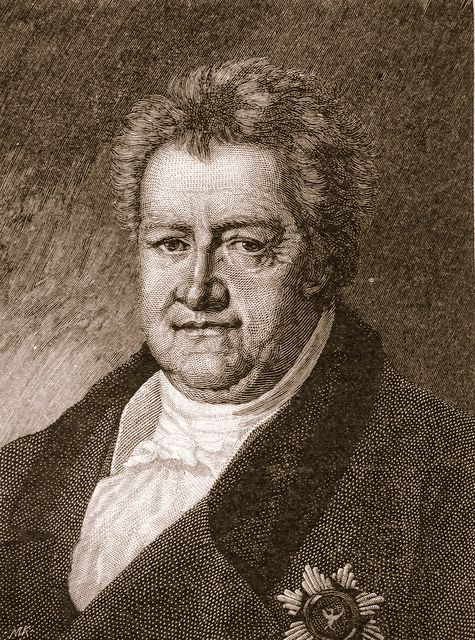
萨克森-魏玛-艾森纳赫大公卡尔·奥古斯特

拿破仑战争后的卡尔·奥古斯特仍奉行开明专制。歌德在他的政府中仍然担任职务。他的自由主义倾向和对反动势力的反抗遭到欧洲列强的怀疑。1816年，萨克森-魏玛-艾森纳赫通过了自由主义的宪法，这是德意志各邦国的第一部自由主义的宪法。宪法规定了新闻出版自由和言论自由。卡尔·奥古斯特是君主立宪制的支持者。1817年，艾森纳赫的大学生在瓦爾特堡庆祝瓦爾特堡节，在卡尔·奥古斯特的授意下，举行了一次最温和的示威游行。这引起列强的愤怒，奥地利外交家克萊門斯·梅特涅于1819年颁布了卡尔斯巴德法令，以限制大学校园内的自由主义政治倾向，并消灭德国国内的革命力量。
在奥地利、俄罗斯、普鲁士三国的压力下，卡尔·奥古斯特被迫取消了新闻出版自由。由于卡尔·奥古斯特的自由主义倾向，卡尔斯巴德法令在魏玛没有给国民太大的限制。
1828年6月14日，70岁的卡尔·奥古斯特在从柏林返回魏玛的途中在托尔高附近的格拉迪茨城堡去世，他的长子卡尔·弗里德里希继承了他的大公之位。

## 婚姻与子女
卡尔·奥古斯特于1775年10月3日在卡尔斯鲁厄与黑森-達姆施塔特的路易絲（1757年1月30日—1830年2月14日）结婚。路易丝是黑森-达姆施塔特领地伯爵路德維希九世的第五个也是最小的女儿。二人育有二子二女：
- 长女路易丝·奥古斯塔·阿玛莉埃（Luise Auguste Amalie，1779年2月3日—1784年3月24日）
- 长子卡尔·腓特烈（Karl Friedrich，1783年2月2日—1853年7月8日），卡尔·奥古斯特的继承人，1828年继位大公；
- 次女卡羅琳·路易絲（Karoline Luise，1786年7月18日—1816年1月20日），1810年与梅克伦堡-施威林大公世子腓特烈·路德维希結婚
- 次子博恩哈德（Bernhard，1792年5月30日—1862年7月31日）

卡尔·奥古斯特与多名女子有私生子女若干名：
- 与埃娃·朵萝泰娅·维甘德（Eva Dorothea Wiegand，1755年—1828年）有私生子一名：
  - 约翰·卡尔·塞巴斯蒂安·克莱因（Johann Karl Sebastian Klein，1779年6月9日—1830年6月28日），1817年结婚，有三子，皆早夭。

- 与路易丝·鲁多尔夫（Luise Rudorf，1777年—1852年）有私生子一名：
  - 卡尔·威廉·冯·克奈贝尔（Karl Wilhelm von Knebel，1796年1月18日—1861年11月16日），结婚两次，有二子二女。

- 与亨利埃特·卡罗琳·弗里德莉克·雅格曼（Henriette Caroline Friederike Jagemann，1777年—1848年）有私生子两名，私生女一名。亨利埃特·卡罗琳·弗里德莉克·雅格曼1809年被封为海根多夫女爵士（Frau von Heygendorff）：
  - 卡尔·冯·沃尔夫冈（Carl von Wolfgang，1806年12月25日—1895年2月17日），1809年起改名卡尔·冯·海根多夫。他的教父是歌德。结婚三次，有五子二女，次子的后裔至今仍在世；
  - 奥古斯特·冯·海根多夫（August von Heygendorff，1810年8月10日—1874年1月23日），终生未婚；
  - 玛丽安娜·冯·海根多夫（Mariana von Heygendorff，1812年4月8日—1836年8月10日），1836年与廷达尔男爵丹尼尔结婚，无嗣。

## 祖辈
卡尔·奥古斯特的三代祖辈详见下表:
| 萨克森-魏玛-艾森纳赫大公卡尔·奥古斯特 | 父亲： 萨克森-魏瑪-艾森纳赫公爵恩斯特·奧古斯特二世 | 祖父： 萨克森-魏玛-艾森纳赫公爵恩斯特·奧古斯特一世 | 祖父之父： 萨克森-魏玛公爵约翰·恩斯特三世                     |
| 萨克森-魏玛-艾森纳赫大公卡尔·奥古斯特 | 父亲： 萨克森-魏瑪-艾森纳赫公爵恩斯特·奧古斯特二世 | 祖父： 萨克森-魏玛-艾森纳赫公爵恩斯特·奧古斯特一世 | 祖父之母： 安哈特-策布斯特的索菲·奥古斯塔                     |
| 萨克森-魏玛-艾森纳赫大公卡尔·奥古斯特 | 父亲： 萨克森-魏瑪-艾森纳赫公爵恩斯特·奧古斯特二世 | 祖母： 勃兰登堡-拜律特的索菲·夏洛特                | 祖母之父： 布兰登堡-拜律特藩侯格奧爾格·腓特烈·卡尔            |
| 萨克森-魏玛-艾森纳赫大公卡尔·奥古斯特 | 父亲： 萨克森-魏瑪-艾森纳赫公爵恩斯特·奧古斯特二世 | 祖母： 勃兰登堡-拜律特的索菲·夏洛特                | 祖母之母： 石勒苏益格-霍爾斯坦-索恩德堡-贝克的多蘿西亞        |
| 萨克森-魏玛-艾森纳赫大公卡尔·奥古斯特 | 母亲： 不伦瑞克-沃尔芬比特尔的安娜·阿玛莉亚        | 外祖父： 不伦瑞克-沃尔芬比特尔公爵卡尔一世         | 外祖父之父： 不伦瑞克-沃尔芬比特尔公爵斐迪南·阿爾布雷希特二世 |
| 萨克森-魏玛-艾森纳赫大公卡尔·奥古斯特 | 母亲： 不伦瑞克-沃尔芬比特尔的安娜·阿玛莉亚        | 外祖父： 不伦瑞克-沃尔芬比特尔公爵卡尔一世         | 外祖父之母： 不伦瑞克-沃尔芬比特尔的安東妮·阿玛莉埃           |
| 萨克森-魏玛-艾森纳赫大公卡尔·奥古斯特 | 母亲： 不伦瑞克-沃尔芬比特尔的安娜·阿玛莉亚        | 外祖母： 普魯士的菲律賓·夏洛特                     | 外祖母之父： 普鲁士国王腓特烈·威廉一世                        |
| 萨克森-魏玛-艾森纳赫大公卡尔·奥古斯特 | 母亲： 不伦瑞克-沃尔芬比特尔的安娜·阿玛莉亚        | 外祖母： 普魯士的菲律賓·夏洛特                     | 外祖母之母： 漢諾威的索菲亚·多蘿西亞                          |